# Тереблянська долина

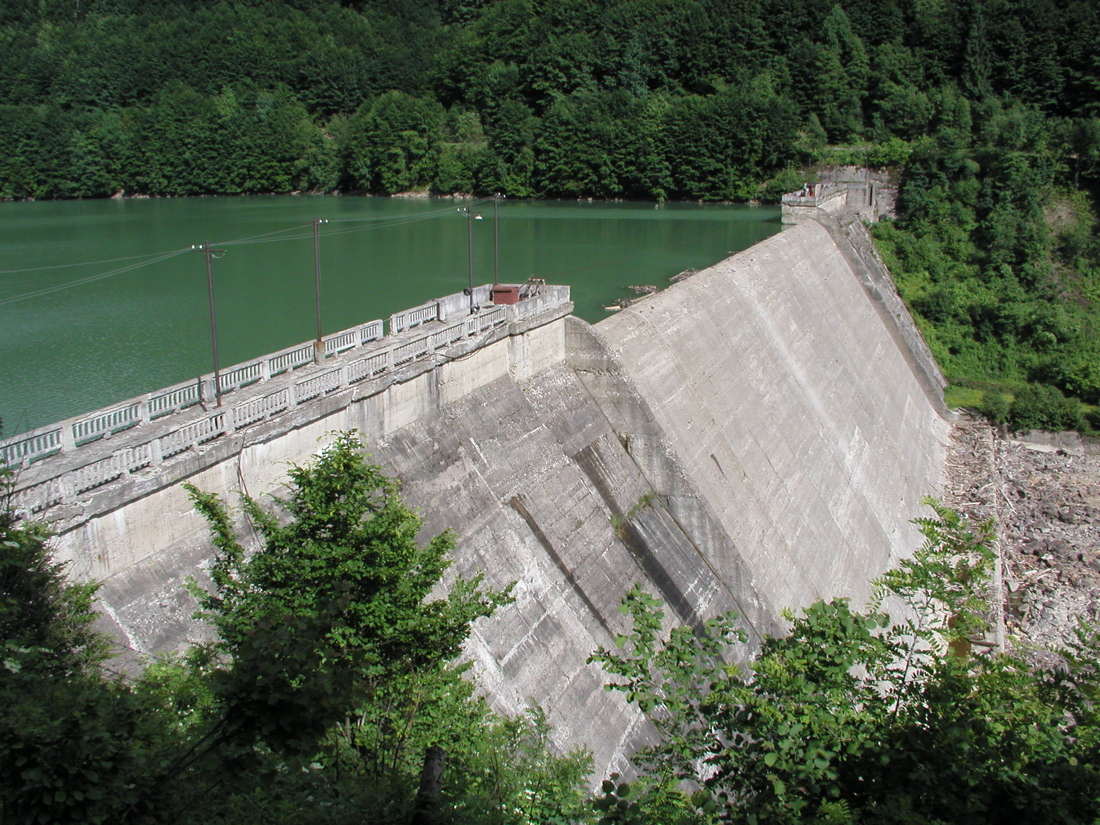
Водосховище на Тереблі

Теребля́нська доли́на — долина річки Тереблі на Закарпатті, в межах двох районів:  Хустського і Тячівського. 
Простягається із північного заходу на південний схід, від озера Синевир до річки Тиси. Приблизна довжина долини 85 км, майже стільки, як і довжина самої річки. 
У долині розташовано бл. 35 сіл і селищ, а також водосховище Теребле-Ріцької ГЕС — Вільшанське водосховище. 
| Україна | Це незавершена стаття з географії України. Ви можете допомогти проєкту, виправивши або дописавши її. |